# Trại nội dung
Trại nội dung (Content farm) theo cách hiểu của World Wide Web, là một công ty thuê một số lượng lớn những tác giả tự do nhằm tạo ra những nội dung trên Internet nhằm thỏa mãn tối đa thuật toán của máy tìm kiếm thay vì đem lại nội dung có giá trị thực sự cho người dùng. Mục đích chính của việc này là nhằm tăng số lượng page view cho trang web của họ, nhằm thu thêm nhiều tiền quảng cáo.

## Đặc trưng
Những website được gọi là trại nội dung chứa một lượng khổng lồ các bài viết có giá trị lên tới hàng triệu đô-la. Demand Media (bao gồm eHow) đặt kế hoạch phải xuất bản một triệu bài viết hàng tháng, tương đương với bốn lần Wikipedia tiếng Anh trong một năm.